# Kuukuluup Tasia
Kuukuluup Tasia är en sjö i Narsaq på Grönland.